# Das Feld (1990)
Das Feld (Originaltitel: The Field) ist ein irisches Filmdrama aus dem Jahr 1990. Die Regie führte Jim Sheridan, von dem auch das Drehbuch stammt. Die Hauptrollen spielten Richard Harris, Sean Bean und John Hurt. Der Film basiert auf dem Drama The Field von John B. Keane aus dem Jahre 1965.

## Handlung
Irland, in den 1930er Jahren. Ein Feld, das die Familie von Bull McCabe schon seit Generationen gepachtet und bewirtschaftet hat, soll von der Besitzerin, einer Witwe, verkauft werden. Bei der Versteigerung wird McCabe von einem Amerikaner überboten. Dieser will dort eine Straße bauen. Bull McCabe wird bei seinen Versuchen, sein Feld zu retten und zu behalten, zunehmend starrsinniger. Obwohl er das Feld am Ende behält, hat er dabei sein Leben, seine Familie und sein Auskommen zerstört. Außerdem kommen dabei sowohl der Amerikaner als auch Bulls Sohn Tadhg ums Leben.

## Produktion

### Produktionsfirmen
Der Film wurde von Noel Pearson Produktions, Granada Productions und Sovereign Pictures produziert.

### Schauspieler
Für Richard Harris war es die erste Rolle nach einer acht Jahre langen Kinopause. Er übernahm sie von dem kurz zuvor verstorbenen Ray McAnally.

### Drehorte
Die Außenaufnahmen und viele Innenaufnahmen wurden in und um Leenaun gedreht, insbesondere auch am nahe gelegenen Wasserfall Aasleagh. Die Ortschaft ist sehr stolz darauf: 2015 gab es ein Festival zur Feier des 25. Jubiläums des Films. Gedreht wurde auch in den Aardmore Studios in Bray.

### Deutsche Synchronfassung
Das Feld wurde von der Legard Synchron GmbH in Berlin synchronisiert. Die Dialogregie führte Matthias Müntefering.
| Charakter             | Schauspieler   | Synchronsprecher      |
| --------------------- | -------------- | --------------------- |
| Bull McCabe           | Richard Harris | Gert Günther Hoffmann |
| Tadhg McCabe          | Sean Bean      | Bernd Vollbrecht      |
| Maggie McCabe         | Brenda Fricker | Evelyn Meyka          |
| Bird O’Donnell        | John Hurt      | Jürgen Thormann       |
| Peter, der Amerikaner | Tom Berenger   | Hubertus Bengsch      |
| Katie                 | Jenny Conroy   | Judith Brandt         |
| Vater Doran           | Sean McGinley  | Sigmar Solbach        |

### Uraufführungen
Die (offizielle) Welturaufführung war am 19. September 1990 in Dublin. In die deutschen Kinos kam der Film am 11. April 1991. Vertrieben wurde der Film in Deutschland durch 20th Century Fox.

## Auszeichnungen
Richard Harris wurde 1991 sowohl für den Oscar (Bester Hauptdarsteller) als auch für den Golden Globe (Bester Hauptdarsteller – Drama) nominiert.
John Hurt erhielt für seine Rolle eine Nominierung für den BAFTA Award in der Kategorie Bester Nebendarsteller.
Von der FBW wurde der Das Feld mit dem Prädikat besonders wertvoll ausgezeichnet.

## Kritiken
Das Feld wurde von der Kritik weitgehend verrissen. Dem Film sei zu sehr anzusehen, dass er eine Adaptation eines Bühnenstücks sei, als das die erzählte Geschichte viel besser funktioniere, schon weil man auf der Bühne das Feld nicht sehen könne. Es sei eine sehr kleine Geschichte, die man besser nicht verfilmt hätte, oder auch ein ambitioniertes und manchmal überzeugendes Wrack. Die Einzelleistungen des Films überzeugen. Insgesamt sei der Film ein „wuchtiges Bauerndrama“, im Gesamteindruck jedoch eher unzusammenhängend oder wegen der „handwerklichen Mängel des konventionellen Stils“ gar unzulänglich. Die Zeitschrift Cinema sieht eindeutig einen Heimatfilm, der „eine Faszination aus[übt], der man sich nur schwer entziehen kann“, „so abartig die deutschen Ergüsse dieses Genres auch gewesen sein mögen“. Es sei ein Film „der kleinen Augenblicke.“ Auch die Idylle wird gelobt: „grüne Hügel und wundervolle Wasserfälle. Ein schönes Bühnenbild für ein düsteres Stück.“
Die Leistung von Richard Harris wird gelobt. Er gebe eine große Vorstellung, auch wenn sein Gesicht (wie die der anderen Schauspieler auch) nicht so recht zu den sehr authentischen Gesichtern der Dorfbevölkerung passe. Diese Leistung sei allerdings im Dienste einer hoffnungslosen Sache. Die daraus resultierende Oscar-Nominierung verhindere jedoch, dass der Film vergessen werde, was er eigentlich verdient habe. Auch wird angemerkt, dass die Figur zu groß und zu symbolisch sei, so wie alles andere an dem Film auch. Alle übertrumpfe jedoch John Hurt, „der […] die Vorstellung seines Lebens gibt.“ Aber auch Brenda Fricker wird große Schauspielkunst zugebilligt. Tom Berenger bleibe dagegen „ziemlich farblos“.

## Einspielergebnis
An den US-Kinokassen spielte der Film 1.414.017 Dollar ein. Bei geschätzten Produktionskosten von etwa 5.000.000 Dollar wird er daher als Flop eingestuft.
Trotzdem war Das Feld in Irland der kommerziell erfolgreichste Film des Jahres 1990, er brach dort alle Einspielrekorde.